# 22. pehotni polk (ZDA)
22. pehotni polk (angleško 22nd Infantry Regiment; kratica 24th IR) je pehotni polk Kopenske vojske ZDA, ki je bil ustanovljen leta 1865 in je aktiven še danes.